# Urho Castrén
Urho Jonas Castrén, född 30 december 1886 i Jyväskylä, död 8 mars 1965 i Helsingfors, var en finländsk jurist och politiker (Samlingspartiet). Han var Finlands statsminister från september till november 1944.
Castrén blev juris utriusque kandidat 1912, var häradshövding i Saarijärvi, ledamot av lagberedningen 1919–1926, justitieminister 1925–1926, justitiekansler 1928–1929 och president i Högsta förvaltningsdomstolen 1929-1958.
Han blev statsminister sedan Antti Hackzell av hälsoskäl kände sig tvungen att avgå efter mindre än två månader som statsminister. Regeringens sammansättning förblev i princip oförändrad. Castrén avgick som statsminister redan samma höst.
Urho Castrén promoverades till juris hedersdoktor vid Helsingfors universitet 1948 och vid Stockholms högskola 1957.